# Hetereleotris bipunctata
Hetereleotris bipunctata es una especie de peces de la familia de los Gobiidae en el orden de los Perciformes.

## Distribución geográfica
Se encuentra en el Golfo de Adén.

## Observaciones
Es inofensivo para los humanos.